# Michael Ludäscher
Michael Ludäscher (sinh ngày 4 tháng 5 năm 1988) là một hậu vệ bóng đá người Thụy Sĩ hiện tại thi đấu cho FC Baden cho mượn từ FC Aarau ở Giải bóng đá vô địch quốc gia Thụy Sĩ.

## Sự nghiệp
Anh được chon mượn 2 lần trong sự nghiệp đến FC Baden: từ ngày 30 tháng 3 năm 2008 đến cuối mùa giải 2007–08, và từ ngày 7 tháng 1 năm 2009 đến ngày 30 tháng 6 năm 2009.